# رون نيلسون (ملحن)
رون نيلسون (بالإنجليزية: Ron Nelson)‏ هو عالم موسيقى وملحن أمريكي، ولد في 14 ديسمبر 1929 في جوليت في الولايات المتحدة.

## وصلات خارجية
- الموقع الرسمي
- رون نيلسون على موقع ميوزك برينز (الإنجليزية)
- رون نيلسون على موقع ديسكوغز (الإنجليزية)
- رون نيلسون على موقع ديسكوغز (الإنجليزية)